# Вербное (озеро, Беларусь)
Ве́рбное (Вербна; бел. Ве́рбнае во́зера) — озеро в Бешенковичском районе Витебской области Белоруссии. Относится к бассейну реки Улла.

## Описание
Озеро расположено в 23 км к северо-западу от городского посёлка Бешенковичи, в 4 км к юго-западу от агрогородка Улла, приблизительно в 1,1 км к западу от деревни Фролковичи, посреди лесного массива.
Площадь поверхности водоёма составляет 0,14 км². Длина — 0,5 км, наибольшая ширина — 0,35 км. Длина береговой линии — около 1,7 км. Наибольшая глубина — 12 м. Площадь водосбора — 7,5 км².
Склоны котловины высотой до 8 м. Мелководье узкое, вдоль берегов песчаное, глубже илистое. Водоём подвержен зарастанию в умеренной степени.
Из северной части озера вытекает ручей, впадающий в реку Улла. В южную впадает ручей, вытекающий из близлежащего безымянного озера.
В озере обитают лещ, щука, плотва, линь, краснопёрка, окунь и другие виды рыб.

## Рекреационное использование
Озеро Вербное входит в состав зоны отдыха «Улла». Организовано платное любительское рыболовство.